# Greta Pfeil
Greta Viola Gabriella Lundberg-Pfeil (senare Greta Köster), född den 23 november 1879 i Stockholm, död den 1 maj 1967 i Örgryte, var en svensk skådespelare. 
Pfeil var bland annat verksam vid Stora Teatern i Göteborg 1907–1911 och vid Dramaten i Stockholm 1913–1915.

## Familj
Pfeil var dotter till skådespelaren Carl Wilhelm Pfeil och Amalia Lundberg.. Hon var från 1900 gift med bataljonsläkaren Jonas Lindskog (död 1928) och från 1918 med handlanden Walter Köster (1891–1965). I första äktenskapet föddes sonen Björn Lindskog (1906–1982), överste. Greta Pfeil är begravd på Östra kyrkogården i Göteborg.

## Filmografi
- 1913 – Livets konflikter
- 1914 – Halvblod
- 1915 – I prövningens stund
- 1916 – Kärlekens irrfärder
- 1916 – Lyckonålen
- 1917 – Ett konstnärsöde

## Teater

### Roller (ej komplett)
| År   | Roll            | Produktion                                              | Regi         | Teater      |
| ---- | --------------- | ------------------------------------------------------- | ------------ | ----------- |
| 1912 | Violette        | Spökhotellet Georges Feydeau och Maurice Desvallieres   | Albert Ranft | Vasateatern |
| 1915 | Fru Desmignères | Äventyret Gaston Arman de Caillavet och Robert de Flers | Karl Hedberg | Dramaten    |

## Bilder

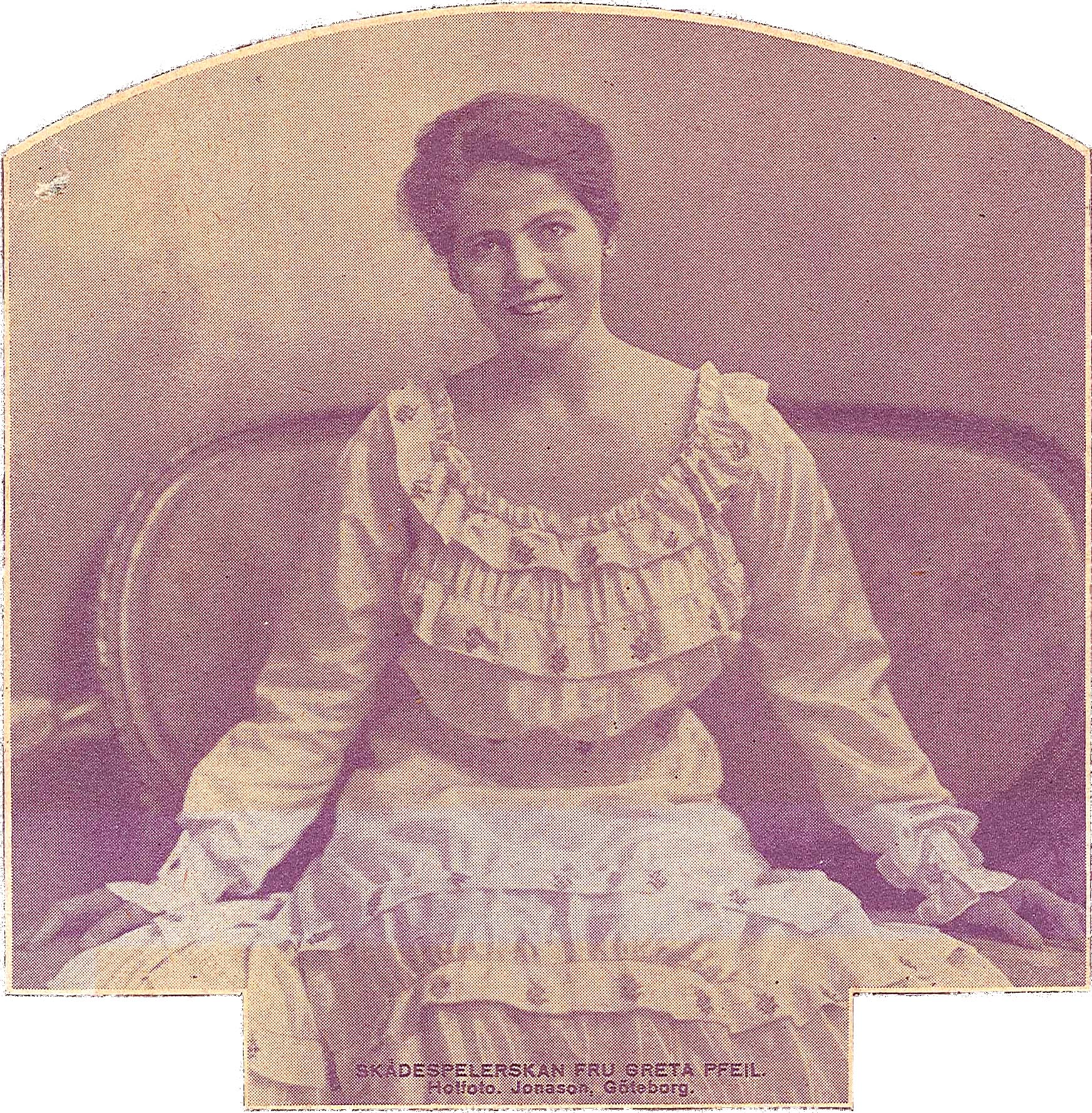
Greta Pfeil fotograferad av Aron Jonason.